# Die Omelas den Rücken kehren
Die Omelas den Rücken kehren (Originaltitel: The Ones Who Walk Away from Omelas) ist eine zuerst 1973 in der Anthologie New Dimension 3 veröffentlichte Kurzgeschichte von Ursula K. Le Guin, die 1974 den Hugo Award für die beste Short Story erhielt. Die Erzählung bietet keine Handlung; von der Autorin „psychomyth“ genannt beschreibt sie die utopisch wirkende Stadt Omelas. Die Zentralidee, die des „Sündenbocks“, der für das Glück der Vielen leiden muss, hat Le Guin nach eigenen Aussagen von Dostojewskis Die Brüder Karamasow und dem Essay The Moral Philosopher and the Moral Life des Philosophen William James übernommen. Den Namen der Stadt fand sie, als sie im Rückspiegel das Stadtschild von Salem (Oregon) las.

## Synopsis
Zu Beginn wird der Leser aufgefordert, sich den ersten Sommertag und die damit einhergehende Feier in der schönen Stadt Omelas vorzustellen. Die Bewohner der Stadt werden als einfach, aber glücklich beschrieben. In ihrer Weisheit haben sie ihre Technik auf das beschränkt, was sie als Gemeinde zum Glück brauchen. Es werden keine hierarchischen Strukturen beschrieben. Stattdessen weist der Text darauf hin, dass wir das Glück im Allgemeinen als einfach, ja dumm empfinden und stattdessen Leiden und Kampf als positive Werte besetzen: "Only pain is intellectual, only evil interesting. This is the treason of the artist: a refusal to admit the banality of evil and the terrible boredom of pain." 
Der Leser wird dann aufgefordert, sich vorzustellen, wie für ihn das Leben in einer glücklichen Gemeinde aussehen würde, was Freude bedeuten mag. Auch gemeinschaftliche Orgien werden vorgeschlagen.
Nach der Beschreibung des glücklichen Charakters der Stadt wird das Geheimnis von Omelas gelüftet: Es ist ein einzelnes, entweder zurückgebliebenes oder durch seine miserable Existenz verdummtes Kind, das in einem engen, schmutzigen Zimmer gehalten wird. Es sitzt dort auf seinem eigenen Exkrement und verbringt seine Tage in Schmerz und Furcht. Diese Ungerechtigkeit, dieses Leiden garantiert, auf eine unbeschriebene Weise, das Glück von Omelas. Sobald die Kinder der Stadt alt genug sind, werden sie zu dem Zimmer gebracht, um die Kreatur darin zu sehen.
Das ultimative Geheimnis der Stadt aber ist, dass manche Bürger, die das Geheimnis kennen, die Stadt verlassen. Der Ort, an den sie gehen, so der Text, sei noch unbeschreiblicher als die glückliche Stadt Omelas: "It is possible that it does not exist. But they seem to know where they are going, the ones who walk away from Omelas."

## Wirkung
Der Text wird oft in Lehreinrichtungen verwendet und dann entweder als Kritik an der „ersten Welt“ präsentiert, die, in ihrem Wohlstand, das ferne Leid anderer billigend hinnimmt, oder als Warnung vor einer utilitaristischen Sicht des Menschen.

## Deutsche Übersetzung
- Die Omelas den Rücken kehren. Übersetzung von Margot Kempf. In: Wolfgang Jeschke (Hg.): Im Grenzland der Sonne. München 1978 / Die zwölf Striche der Windrose. Phantastische Erzählungen von Ursula K. LeGuin. München 1980